# Ръжево Конаре
Ръжево Конаре е село в Южна България, в община Калояново, област Пловдив. Селото често е бъркано със съседното, по-малко село Ръжево.

## География
Ръжево Конаре се намира на 27 километра от Пловдив, на левия бряг на река Стряма в Горнотракийската низина.
Ръжево Конаре е добре свързано с близките му села и централното му географско положение в района обяснява отчасти неговия статут на общински център до 1978 година, когато общинският център е преместен в католическо-православното село Калояново, както и настоящия централен статут на местното училище, в което се обучават деца от местните села Ръжево, Черноземен, Главатар и Пъдарско.
Селото има асфалтиран път на север към Ръжево (на 3 километра), непосредствено след което следва Черноземен. На запад селото е свързано посредством асфалтиран път с Главатар (на 4 километра), който продължава към Пъдарско (на 6 километра).
На юг селото има асфалтирани пътища към Дълго Поле (на 3 километра) и към Динк (на 7.5 километра).
На изток има асфалтиран път към Републикански път II-64 (Пловдив до Карлово), който отстои на 4 километра от селото, и откъдето пристига основния трафик в него.

## Население
Численост на населението на Ръжево Конаре според преброяванията през годините:
| \| Година на преброяване \| Численост \| \| --------------------- \| --------- \| \| 1891 \| 1725 \| \| 1934 \| 3297 \| \| 1946 \| 3772 \| \| 1956 \| 3803 \| \| 1965 \| 3645 \| \| 1975 \| 3042 \| \| 1985 \| 2453 \| \| 1992 \| 2002 \| \| 2001 \| 1881 \| \| 2011 \| 1528 \| |           |
| Година на преброяване | Численост |
| 1891 | 1725      |
| 1934 | 3297      |
| 1946 | 3772      |
| 1956 | 3803      |
| 1965 | 3645      |
| 1975 | 3042      |
| 1985 | 2453      |
| 1992 | 2002      |
| 2001 | 1881      |
| 2011 | 1528      |

Преброяване на населението през 2011 г.
Численост и дял на етническите групи според преброяването на населението през 2011 г.:
|                     | Численост | Дял (в %) |
| Общо                | 1528      | 100.00    |
| Българи             | 1405      | 91.95     |
| Турци               | 54        | 3.84      |
| Цигани              | 44        | 2.87      |
| Други               | -         | -         |
| Не се самоопределят | -         | -         |
| Неотговорили        | 23        | 2.30      |

## История

### Етимология на името
Името Ръжево Конаре е образувано от името на близкото и по-старо село Ръжево в съчетание със занятието на първите поселници, които били войнуци коняри.
Макар в говорната практика селото да е имало винаги сегашното си име, в писмени извори от 19 и 20 век се срещат и други имена. Например, в анкета на Пловдивския етнографски музей от 1926 година неизвестен и неподписан читалищен деец от Ръжево Конаре е отговорил, че някогашното име на селото било Вържево-юнкьой. Очевидно подписалият анкетата е предал грешно турското име на съседното село Ръжево, което било „Виржева“, съчетано с турското наименование „Юнкьой“ или „Люнкьой, Льонкьой“, което според стари хора от 19 век било име на селото.
Макар горното наименование да не се среща в широката говорна практика и в най-популярните местни спомени, е възможно някои местни хора да са наричали селото поради местна гордост с турската дума Юнкьой (Люнкьой), която означава „славно, прочуто село“. Според друга хипотеза поради наличието на много воденици около селото, е възможно някои хора да са го наричали Ункьой (Брашнено село) в местния говор.
В книжовни документи обаче не се срещат горните наименувания.
В доклад на руския вицеконсул в Пловдив Найден Геров до руския посланик в Цариград от 7 януари 1861 година селото е наименувано Ръжево Конаре и в скоби „Юнджулар“. Това име е транскрипция на турското „Юндкяр“ (Ündikar), което значи прочуто селище, известен край, сходно по смисъл на говорното Люнкьой (Ünköy – славно село).
В. Миков превежда името на родопската местност Юндола от тюрското „йонда“ – коневъдци и „аул“ – колиба. Следователно е възможно и непопулярното име на Ръжево Конаре Юнджулар да означава същото – конярски колиби.

### Основаване на селото
Райна Попова, написала книга за бита и културата на село Ръжево Конаре, споменава местната легенда за баба Черна с четиримата си синове, която се заселила при местните коняри, и чийто род дава началото на много от по-късните ръжевоконарски родове. Основите на селото по това време били вече положени от конярите под формата на създаден лагер за отглеждане на коне за турската армия близко до село Ръжево. Споменава също така за преселници от Сърбия, които дават началото на рода Сърбинци, като днешни наследници на рода Митовски пазят спомена за дядо Никола, който избягал от Сърбия, преселил се в Ръжево и после дошъл в Ръжево Конаре.
В своето историческо изследване за Ръжево Конаре местният учител и писател Спас Лесов също споменава легендата за баба Черна с нейния род Черневи, която бягала от турски преследвания, като обаче я оборва с изявление от 1968 година на един от съвременниците на ранните дни на селото, роденият през 1881 година и починал през 1970 година член на рода Черневи Тодор Иванов Чернев (Караиванов), който отхвърля историята за баба Черна и свидетелства за история на дядо си, роден през началото на 19 век, че основател на селото е Димитър Чернев от гр. Златица.
Тази версия добива местна значимост през 1969 година след кореспонденция между Общинския комитет на БКП в Ръжево Конаре и Градския народен съвет в Златица, след която новата версия за основатели на селото става да се приемат хора от рода Черневи от Златица поради наличието на еднакви имена в двата рода (ръжевоконарския и златишкия) с продължителна хронология, както и запазените спомени у златишките Черневи за бягство от турски потисничества в Ръжево Конаре и отново връщане на потомци в Златица.

Спас Лесов също предлага своя версия за основаването на селото, като проучва различни писмени документи от периода 15 – 17 век, в които селото не се споменава, и стига до заключението, че:
| „ | ... селото не е съществувало до средата на 17 век, а първи жители тук, т.е негови основатели са били няколко (5 – 10) български семейства – турски коняри от неизвестни селища, някаква група от (...) привилегировани рая, наричани войнуци за разлика от войниците турци. | “ |

Според местна легенда оригиналното местоположение на селото е било на мястото на днешните оранжерии. Там конярите гледали конете си, но по-късно, преселвайки се на мястото на днешното село, те запалили тогавашния си дом – поради което и до днес местността там се нарича Изгорелите саи.

### В Османската империя
Ранни сведения за живота в Ръжево Конаре през първата половина на 19 век са преданията за „чумавото“ – чумната епидемия от 1836 – 1837 година. Те разказват, че цели семейства напускали селото и се заселвали или само нощем прекарвали в землянки в гората Червенакът, където до изкореняването на гората през четиридесетте години на 20 век се забелязвали останки от землянките. Преданията се потвърждават от ръкопис, написан на латински език от католически свещеник в съседното село Калояново, където чумата взела много жертви – както вероятно е било и в Ръжево Конаре, макар да няма писмени сведения за това.
В ръжевоконарското землище по това време имало две други села, освен Ръжево Конаре: турското село Узунисмаилово (среща се като „Узунь-Смаиль“ в стари документи, „Узунисмаилово“ в книгата на Спас Лесов и „Узун Смаил“ в по-нови документи) и татарското село „Татарско село“.
„Узунисмаилово“ или „Исмаил Дираз“ се наричало по името на турски чифликчия и владетел в съседното село Главатар (виж раздела „Интересни факти“ за повече информация за него). Селото съществувало още през 16 век и било изселено през 1887 година, когато избягалите негови жители турци се завърнали и разпродали имотите си. За това свидетелства и документ от министерството на вътрешните работи от 1891 година, според който жителите на Ръжево Конаре владеят земите на село „Узунь-Смаиль“, чиито жители са били турци и са се изселили.
Узунисмаилово се намирало на пет километра североизточно от Ръжево Конаре, между него и селата Пъдарско и Стрелци. Наименования на по-малки местности в района на Узунисмаилово ясно говорят за селото – Узунисмаиловската река Нихри кебир, Узунисмаиловски лозя, ливади, гробища, джамия, „Селимов гроб“ и имена на гори.
Българите от Ръжево Конаре и турците от Узунисмаилово живели в добри отношения. През 19 век главатарският чифликчия Исмаил (наричан Узун Исмаил заради високия си ръст), чието владение било и Узунисмаилово, бил даже защитник на ръжевоконарци от турски злосторници, заплащал прилично труда им, хранел добре работниците си и даже им устройвал веселия.
Към 1860 година ръжевоконарци закупили от Исмаил ага около 4000 дка земя в местности, които и сега се наричат Смаилов гьол и Смаилов кладенец. Освобождението заварва Узунисмаилово с 30 къщи от кирпич и облепен с глина плет и сламен покрив, като останки вече няма. След Освобождението Исмаил ага продал евтино или раздал на приятели от Ръжево Конаре имотите си, а голям дъсчен хамбар подарил на селото.
Заради хубавата земя на Узунисмаилово след изселването на турците някои ръжевоконарци искали да се преселят там, но селските стареи се противопоставили, за да не се разпадне селото. Още повече по същото време вече много ръжевоконарски семейства се били преселели в евтино закупени имоти в близките села Салалий (Борец) и Коруджилар (Пъдарско) и сложили начало на много местни родове.
Запазени са спомени и някои сведения без писмени документи и за Татарското село, известно на малцина с името Азисие – име на една от султанските жени. Райна Попова споменава в своята книга за Ръжево Конаре, че след Кримската война около 30 татарски семейства били заселени в местността Скребата, югоизточно от Ръжево Конаре. Татарите не могли да пуснат корен тук и по-късно се изселили.
Спас Лесов дава повече сведения за селото – то се намирало на 3 км южно от Ръжево Конаре и толкова източно от Дълго поле в местността Скребата, където имало неголяма широколистна гора с буйна лиановидна растителност от „скребър“. Когато през 1928 година с мястото били оземлени бедни ръжевоконарци, което вече отдавна се било превърнало в поляна, се виждали симетрично разположени могилки – местата на някогашните 60 къщи.
По живо предание това село е съществувало кратко през 19 век, като жителите му татари били преселени тук от Южна Бесарабия (Буджакът) през 1807 – 1812 година. Според Спас Лесов версията, че преселването е станало след Кримската война, когато наистина са се преселвали масово татари в българските земи, е по-малко издържана.
Отношенията между Ръжево Конаре и татарите били лоши, за което говорят спомени на местните ръжевоконарски учители Иван Дойков (роден 1858 година) и Дойко Колев (роден 1865 година). Запазено е предание за омъжване на татарка за ръжевоконарец от рода Дойкови. Тази жена, вече старица по време на Освободителната война, била жестоко убита от турците като изменница на правата мюсюлманска вяра.
От една част от татарските ниви в местността Скребата бил образуван училищен фонд, а нива от 30 дка в местността Мекишакът, при Ганчовия кладенец, била дадена на черквата в Ръжево Конаре.

### Революционна дейност в селото
В Ръжево Конаре има основан от Васил Левски комитет на Вътрешната революционна организация. В личното тефтерче на Левски са споменати двама членове на конарския комитет – Бони и Кою.
Бони Йончев, починал през 1906 година и познат още като Кара Бони, е бил 18 години кмет на Ръжево Конаре преди Освобождението. Знаел е турски език и е дружал със споменатия по-горе главатарски ага и защитник на ръжевоконарци Исмаил. Това го улеснявало в комитетската дейност.
След Освобождението Кара Бони се радвал на особено уважение в селото. Бил изграден негов паметник, който се пазел в старите гробища и през 1942 година бил пренесен в новите гробища северно от стопанския двор на ТКЗС. На 19 март 1944 година в селското читалище била изнесена беседа за Кара Бони от писателя Вичо Иванов, тогава библиотекар в Народната библиотека в Пловдив, и се е състояло поклонение на гроба.
Сега паметникът е изчезнал след преместване на гробищата, а на мястото на някогашната къща на Боневи, строена след освобождението на площада „Божковото купище“, има паметна плоча.
Другият споменат член в местния революционен комитет, Кою, бил пръв помощник на Кара Бони. По име Койо Танев Коев, роден през 1830 година, той оставил добро име и високообразовани за времето наследници. На Коевата фамилия се наричат две местности в землището на селото – Коевият орман и Коевият кладенец.
По спомени на сродници Койо Коев починал като заточеник в Диарбекир „в ръцете на своя другар Кара Бони“.
Селото имало още двама члена в революционния комитет, също заточеници, неспоменати в тефтерчето на Левски – Дойко Димитров Дойков, роден през 1805 година и починал на 15 ноември 1890 година, и Петко Малинов Сейменски, роден около 1846 година и загинал като заточеник на път за Мала Азия, където паднал от камила, счупил си врата и умрял. Дойко Дойков също бил откаран в Диарбекир за заточение, но като по „отворен“ човек лесно успял да се сприятели с конвоиращите турски стражи и от Цариград успял да прати писмо на единствения си син, бъдещ народен представител, за да потърси той застъпничество от Исмаил ага от с. Главатар, за да може баща му да бъде освободен от заточение. Писмото е от 21 ноември 1877 година, като е запазено от правнука му Димитър Дойков, адвокат от Хисаря, и негово ксерокопие може да бъде намерено в книгата на Спас Лесов.
Според предание, поддържано от учителя Дойко Колев (1865 – 1959), сродник на Дойковата фамилия, майката на Дойко е споменатата по-рано жена от близкото татарско село, убита по жесток начин от турците по време на Освободителната война. Според преданието, турците, бягащи от Карлово към Пловдив по време на военните действия, се отдали на грабеж в Ръжево Конаре. Нападнали къщата на заточеника, но като не могли да заграбят пари и щом разбрали случайно, че майката на Дойко била изменила някога на вярата им, я убили жестоко с ножове.

Има предание и за бащата на Дойко, според което той забогатял по невероятно лесен начин. Турци пренасяли с дисаги пари на хазната от Средногорието за Пловдив. Като минавали през Ръжево Конаре, взели магарето на бедняка и го натоварили с парите. В съседното село Узун къра (Дълго поле) турците влезли в кръчмата, като вързали магарето на улицата. То се отвързало и се върнало при стопанина си, който укрил и него, и парите.
- Паметна плоча отблизо на кмета на Ръжево Конаре отпреди Освобождението Бони Йончев, съратник на Левски. На плочата е изписано: "Тук е била къщата, в която е живял и работил Бони Нанев Йончев /Бони Карабони/, председател на местния таен революционен комитет за Освобождението на България от турско иго, починал през 1908 г. Вечна слава на поборника!"
- Паметна плоча на кмета на Ръжево Конаре отпреди Освобождението Бони Йончев, намираща се на площада „Божковото купище“ в селото, зад автобусната спирка.

### В Източна Румелия
Ръжевоконарецът Васил Личев, братовчед на уважавания отпреди Освобождението ръжевоконарски кмет Кара Бони, е депутат в Оборищенското събрание на 14 – 16 април 1876 година – първото българско народно събрание, бележещо началото на парламентарната демокрация в България.
Според Берлинския договор от 1/13 юли 1878 година обаче, бележещ края на Руско-турската война (1877 – 1878 г.), село Ръжево Конаре попада в територията на Източна Румелия.
Сложната административна машина на автономната област не била разбирана от селското население – Органическият устав имал 495 членове и 13 притурки с други 597 членове (сравнен с Народното събрание на Република България, което има 240 народни представители).
Населението търсило свобода в стопанската си дейност, особено новозабогателите чорбаджии. Близостта до столицата Пловдив обаче не помогнала да се заживее по-цивилизовано, защото икономиката не се развивала динамично, което допринасяло за бавната промяна в бита на селяните.
В Източна Румелия не се въвеждали нови по-модерни технологии и средства за производство и не се сеели интензивни култури, което значило, че зърнопроизводството си останало почти като през робството.
П. Р. Славейков бива избран за депутат в откритото на 1 юли 1881 година в Свищов Велико народно събрание в избирателен район Калояново, обхващащ и Ръжево Конаре. Вестник „Съединение“ отпечатва на 5 септември 1881 година писмо на Славейков към избирателите от Селджиковската (Калояновска) избирателна колегия, като прибавя саркастична бележка за Славейков:
| „ | Вместо да иде в България, той отива в Ръжево Конаре и Селджиково да си попие с дяда Слави и да поагитирва. | “ |

Под дядо Слави вестникът навярно има предвид Слави Славов, който бил кмет на Ръжево Конаре през втората половина на 19 век.
Когато Захари Стоянов обикалял да подготвя Съединението, не намерил прием в Ръжево Конаре. Не се пазят документални сведения за пряко участие на ръжевоконарци в акцията по Съединението, макар да се вижда от джобното бележниче на Захари Стоянов, че в маршрутите му влизало близкото село Каратопрак (Чернозем).
Спас Лесов отбелязва, че все пак Съединението както и други важни исторически събития не са били популярни за „провинциалната глухота на времето“ и че популярни са станали по-късно.

### В Княжество и Царство България
Селото е със статут на община в рамките на Княжество България със своите 275 къщи и 1705 жители, от които 1680 българи, през 1891 година. В същия документ от тогавашното министерство на вътрешните работи се отбелязва, че жителите на Ръжево Конаре владеят земята на село Узунь-Смаиль, чиито жители са били турци и са се изселили.
През 1935 година в състава на община Ръжево Конаре вече влизат и село Дълго Поле (тогава Узун Кърово), село Ръжево и село Черноземен (тогава Каратопрак).

През 20-те, 30-те и 40-те г. Комунистическата партия има силна организация в Ръжево Конаре. След преврата от 9 юни 1923 г. и свалянето на правителството на Александър Стамболийски над 300 души се събират в Ръжево Конаре, за да вземат участие в Юнското въстание, но се разпръсват. По време на партизанското движение в България в 1942 година е създадена ръжевоконарска партизанска чета. Селото дава 16 партизани, 60 ятаци и 100 политзатворници или интернирани.
- Паметна плоча, бележеща участието на 300 жители на село Ръжево Конаре в Юнското въстание. На плочата е изписано: „Тук през нощта на 9 юни 1923 год. се е състояло събрание на 300 души комунисти и земеделци от Ръжево Конаре за въоръжена борба срещу фашистките палачи“
- Паметна плоча, бележеща участието на 300 жители на Ръжево Конаре в Юнското въстание, 1923 година. Плочата се намира в източния край на селото, вдясно от пътя към близкото село Ръжево.

В мемоарно-документалната книга на Давид Овадия „Август, Август“ група партизани влизат скришом в Ръжево Конаре в къщата на местен ятак да празнуват 1 май, където те се чувстват „като в свободна територия.“ Силното партизанско минало на селото допринася за това, че местните хора не са толкова религиозни, макар църквата в селото да е строена още от преди Освобождението.

### В Народна Република България
През 1949 година с Указ 794 на Президиума на Народното събрание се създава община Ръжево Конаре. Към общината се присъединяват селата Ръжево през 1955 година, Дълго поле и Черноземен през 1958 година, Главатар, Дуванлии и Калояново през 1959 година.
Ръжево Конаре е център на местната община близо 90 години, запазвайки своя общински статут по време на Княжество България, Царство България и Народна Република България, когато през 1978 година общината е закрита и общинският център е преместен в Калояново.
Първото ТКЗС в България е учредено в Ръжево Конаре на 1 март 1945 година, като Георги Димитров лично приел да стане негов патрон. В своя телеграма от Москва към местните кооператори, той пише:
| „ | С голяма радост прочетох писмото ви за създаването и дейността на вашата кооперация. Разбира се, това дело е ново и ще срещне немалко трудности. Но вече това, че сте успели с общи усилия да достигнете до сегашното си положение, може да убеди всеки трудещ се селянин и всяка трудеща се селянка в необходимостта и полезността от кооперативното обработване на земята. (...) | “ |

Местното ТКЗС бележи големи успехи в началото си въпреки сушавите 1945 и 1946 години и почти липсващата механизация, което кара местните стопани масово да навлизат в кооператива. Успехите намират своето място дори в пловдивските вестници „Отечествен Глас“ и „Победа“, където са отпечатани няколко пъти материали за успехи в работата на ТКЗС, за живота на кооператорите, за ролята на жените, за опитно ново счетоводство и кредити и пр.
В книгата за впечатления, наречена „Златната книга“, са запечатани много отзиви от посетители от други страни и континенти през първите дни на юли 1945 г.
Журналистката Теодосия Томсън (Англия) от в. „Дейли Уоркър“ пише:
| „ | Вашето кооперативно стопанство е най-интересното нещо, което видях в България. | “ |

Линц Цинк, от Китай:
| „ | Ние сме щастливи, че можем да видим вашето добре организирано стопанство, че давате прекрасно производство. | “ |

Главен директор на търговията и министър от Югославия пише: „Ще проагитираме вашето дело.“
Стопанството бива посетено и от групи от Канада, Индия, Унгария, Франция и още много други, както и от бележити държавни и партийни ръководители като Васил Коларов и Марсел Кашен. Започнало с много затруднения, подпомагано от отечественофронтовската власт, приемало пряка помощ от съветски и български войници още през първата си година, получило дар от Маршан Толбухин един трактор, превърнало се на „кооперативен Йерасулим“ – всичко това засилвало обичта на кооператорите и интереса към новото им дело, а държавата от своя страна поддържала опита – витрина.
Ръжевоконарци, издигнали се до висши етажи в тогавашната власт, също оказват всестранна помощ на новото ТКЗС. Сред тях могат да бъдат споменати Есьо Бонев Гетов, агроном от Министерството на земеделието, и Иван Палийски, заместник-министър на финансите, които следели с интерес живота на стопанството и на кооператорите и давали ценни напътствия. Особено много помощ е оказвал ВСИ „В. Коларов“ в Пловдив, като уреждали в Ръжево Конаре курсове, семинари и школи за подготовка на кадри.
На годишното отчетно събрание на ТКЗС за 1947 година, състояло се на 25 януари 1948 година, кооператорите пращат писмо-обещание на своя патрон Георги Димитров, от което се вижда колко мащабно растат всички участъци в живота на ТКЗС. Разширява се каналната мрежа, увеличава се работната земя, увеличават се културите, които се отглеждат, откриват се нови странични предприятия и строителни бригади, развиват се усилено овцевъдството и др. Всичкият общ приход достига 120 милиона лева.
Тук най-рано в страната се въвежда цялостно тревополно сеитбообращение при пълно земеустрояване по методите на съветския агроном акад. Трофим Лисенко.
Местното ТКЗС е в различни години в съревнование не само с близки съседни стопанства, но и с такива от далечни окръзи като Плевенско и Бургаско. Тук за първи път в средата на 50-те години се организира международно съревнование със земеделска производствена кооперация от ГДР, при което съревнованието е отчетено като спечелено от ръжевоконарци.
През 1952 година кооперативното стопанство вече обхваща цялото население. За световен рекорд по добив на ранни домати – 7,383 кг. от декар на площ от десет декара – звеноводката Деша Инджова е удостоена с най-високото трудово отличие тогава – Герой на социалистическия труд.
Носители на различни ордени за високи добиви са сто души от Ръжево Конаре.
Станало мощна стопанска сила в живота на ръжевоконарци и фактор за материален и показен напредък, местното ТКЗС осигурявало добри доходи на своите членове и давало помощи на нетрудоспособните и възрастните, като през 1958 година рентата върху вложената от кооператорите земя, започнала от 30% върху общия доход, намалявана и сведена до 10%, бива изцяло премахната.
През 1958 – 1959 година в цялата страна се подема политика за създаване на крупни ТКЗС в близки и съседни селища. Един от тези райони е Ръжево Конаре, в което през 1958 година се прави опит са създаване на крупно ТКЗС, включващо селищата Ръжево Конаре, Ръжево, Чернозем, Главатар, Калояново, Дълго поле, Дуванлии и Житница.
Това голямо ТКЗС с център Ръжево Конаре е просъществувало само един месец и половина – до март 1959 година, след което съставните ТКЗК от района на Ръжево Конаре и Калояново оформят своите записвания наново.
Преди това окрупняване, на 27 септември 1957 година, на тържествено учредително събрание 860 делегати от трите села Ръжево Конаре, Ръжево и Главатар взимат единодушно решение за сливане на трите села в обединено ТКЗС със седалище Ръжево Конаре, като малко по-късно е присъединено и ТКЗС на село Чернозем.
Животът на ТКЗС в Ръжево Конаре се развивал напрегнато, но без сътресения, каквито е имало в други пловдивски села, стигнали чак до разтурване и отново организиране на ТКЗС. Тук чести преструктурирания и прегрупирания са ставали по нареждане от „горе“, от властта.
Модерният комплекс за отглеждане на крави-юници разполагал с над 5000 глави, добивите на царевица през последните години на ТКЗС-то са над 1000 кг. от декар, а през 1973 година в местната оранжерия, единствена в района, произвела 230 вместо предвидените 200 тона краставици. Старите местни традиции и майсторство във високодобивни практики през всичките години и от всички дейности намират публичност в нашата общественост, като само през 1973 година в периодичния печат са отпечатани около 30 материала за Ръжево Конаре – информация, очерци и изложения.
ТКЗС на Ръжево Конаре е разполагало и със свое летище на селскостопанска авиация, което обслужвало широк район, като още през 1956 година 80% от всички работи са се извършвали машинно.
70-те и 80-те години бележат кулминация на възхода на селото в политически, икономически, културен и спортен план. В община Ръжево Конаре по това време влизат селата Ръжево, Дълго поле, Черноземен, Главатар, Дуванлии и Калояново. В годините 1973, 1974 и 1975 общината е първа в Пловдивска област по изпълнение на социално-икономическата програма и е носител на различни държавни награди, като кмет на Ръжево Конаре в този период (1971 – 1979) е Петър Биволарски
1975 година се отваря разширението на детската градина в селото, с което нейният капацитет става 100 деца, а официален гост на събитието е тогавашният заместник-министър на финансите и ръжевоконарец Иван Палийски.
По това време селото има свой мъжки футболен отбор под името „Никола Демирджийски“, а женският волейболен отбор на Ръжево Конаре е неизменен представител на Пловдивска област в Републиканската селска спартакиада в периода 1974 – 1978.
Волейболният отбор печели следните отличия в Републиканската селска спартакиада: бронз през 74-та и 75-а година, сребро през 76-а, бронз през 77-а и сребро през 78-а, като Ръжево Конаре е и домакин на едно от тези състезания през годините.
Община Ръжево Конаре е закрита през 1978 година, като общинският център е преместен в Калояново. Кметът на Ръжево Конаре по това време Петър Биволарски е направен заместник-кмет на новата община. Събитието се помни с разочарование и до днес сред ръжевоконарци, като упадъкът на селото и близките му села в новото време може отчасти да бъде отдаден на това.
Край Ръжево Конаре има открити следи от праисторическо селище и 76 надгробни могили.

### Църква
Далеч преди черквата в селото да е построена, от село Каратопрак подаряват на Ръжево Конаре меден калайдисан купел за кръщаване с надпис: „Дар от Каратопрак, 1835 г.“
Местната църква „Успение Богородично“ е строена през 1867 година с помощта на дарения, като за разрешение на строежа тогавашният кмет на селото Бони Йончев лично ходи до Цариград. В църквата се съдържат стенописи на възрожденския живописец Станислав Доспевски, племенник на Захарий Зограф, които са малко познати на изследователите. Руска делегация е била преди няколко години в селото, за да ги изследва.
Според грамота от 1912 година, когато се е провеждал конкурс за най-красива църква в Южна България, ръжевоконарската църква е била на второ място. Грамотата днес не е притежание на селските власти, като според местни легенди е прибрана в Пловдивската митрополия заради своята висока стойност.
Църквата оцелява голямото земетресение от 1928 година и е от малкото запазени в първоначалния си вид сгради в района.

В нея е имало икона на Света Богородица, за която се вярвало, че лекува слепота. Хора с талиги от цялата страна са се събирали на опашка пред храма в Ръжево Конаре.
- Църквата „Успение Богородично“ в село Ръжево Конаре
- Стенопис на входа на църквата с годината на нейното създаване - 1867.
- Интериора на църквата
- Част от многобройните стенописи, някои от които дело на Станислав Доспевски
- Чешмичка в двора на църквата с надписи на църковнославянски език

## Образование
Ръжево Конаре разполага с целодневна детска градина и основно училище.

### Целодневна детска градина „Никола Инджов“
Детската градина в Ръжево Конаре е създадена през 1952 година, когато тогавашното начално училище е преобразувано в детска градина.
През периода 1973 – 1975 г. е направено разширение на градината, с което нейният капацитет става 100 деца. Новата сграда е открита на 26 март 1975 година от тогавашния заместник-министър на финансите и ръжевоконарец Иван Палийски.
Днес детската градина разполага с модерна база, състояща се от едноетажна масивна сграда с два входа с площ от 820 кв. м., отговаряща на всички съвременни изисквания, и озеленено дворно място с площ от 6,100 кв. м с различни съоръжения за игри за децата.
Понастоящем детската градина обслужва и близките села Ръжево, Черноземен, Главатар и Пъдарско, като за пътуващите деца е осигурен училищен автобус. Има общо 44 деца, разделени в две възрастови групи – 3 – 4 и 5 – 6 годишни, като по желание на родителите се организират и допълнителни педагогически дейности, като изучаване на английски език, модерни и народни танци.

### Основно училище „Христо Ботев“
Училището има вековна история, чието начало започва през 1865 година, когато местното общинско училище отваря врати в черковния двор. През 1928 година, след голямото земетресение, е построена обособена сграда за училището, в която днес се помещава детската градина.
Поради големия брой от ученици, които е трябвало да бъдат обучавани и в частни къщи, се поражда нуждата от нова сграда, на която учебният процес да може да се провежда на едно място. Това се случва през 1937 година, когато се построява сградата на днешното училище.
През 1966 година с големи тържества се отбелязва 100-годишнина на училището, поради което то е наградено с орден ’’Кирил и Методий’’ – I степен. През 2006 година се отбелязва подобаващо и 140-годишнината на училището.
В двора на училището има релефна карта на България с водна инсталация и светлинки, строена през 50-те години и реновирана преди няколко години от местни учителки и ученици.

Днес училището на Ръжево Конаре е център за обучение на ученици от местните села Ръжево, Черноземен, Главатар и Пъдарско.

- Сградата на местното основно училище „Христо Ботев“
- Игрището зад училището
- Релефна карта на България в двора на ОУ „Христо Ботев“
- Физкултурният салон на училището
- Целодневна детска градина „Никола Инджов“
- Детската градина, снимана отстрани на пътя

## Култура
Читалище „Просвета“, създадено през 1907 година, е отговорно за организацията и провеждането на различни културни мероприятия в селото по време на национални, официални и религиозни празници.
Организират се също така съвместни мероприятия с пенсионерския клуб и организацията на хора с увреждания. Част от читалището са вокална група „Детелина“ и танцов колектив „Фолклорна визия“, като е планирано вокалната група да участва в различни регионални и национални фестивали и събори през 2020 година. В читалището провеждат също така своите занимания читателски клуб, йога клуб и клуб по карате.
Читалището е разположено в самостоятелна двуетажна сграда от 820 кв. метра. На първия етаж се намира репетиционна зала и салон с 420 места, докато на втория етаж има библиотека, две хранилища, фоайе и тераса. Читалището разполага също така с компютърно оборудване.
Киносалонът на читалището е най-големият в общината със своите 300 места в салона и 120 на балкона.
За 2020 година има планирани 11 културни мероприятия в програмата на читалището. Същата година, в рамките на инициатива на читалището да запази културното наследство на селото, се поражда идеята за дигитален архив на село Ръжево Конаре, в който се качват исторически снимки на селото, които са свободно достъпни за всички в сайта на читалището. Към настоящия момент има качени над 40 снимки, показващи различни части от обществения, икономически, културен и спортен живот в Ръжево Конаре в периода 1943 – 1979 година.
- Сградата на местното читалище
- Сградата на „Младежкия дом“ понастоящем поддържана и използвана от местния пенсионерки клуб

## Икономика
Основният поминък в селото е животновъдство и зеленчукопроизводство. Има частни и кооперативни краварници. Отглеждат се зеленчуци (пипер, патладжан, домати) и житни култури (царевица, пшеница, ръж и ечемик), като в тези дейности са заети предимно млади хора.
Житните култури задоволяват нуждите на местните ферми и продават на хлебопроизводители в региона и страната.
В селото се произвежда и бутилира също така лимонадата „Гергина“. Има и голяма местна оранжерия за краставици, сред чиито клиенти е Билла България. В селото се намира също така бетонов център, произвеждащ бетонови смеси, както и фабрика за производство на електрически одеяла и електрически възглавници.
Има и местна земеделска кооперация, която се занимава с производство на селскостопанска продукция, отглеждане на зърнени култури и маслодайни семена. В землището на селото е разположен фотоволтаичен парк с инсталирана пикова мощност от 5 MWp.
В Ръжево Конаре има общо четири хранителни магазина, две баничарници и два магазина за строителни материали и железария. На главната улица срещу училището се намира единият от хранителните магазини, където има също сладкарница и железарски магазин.
В центъра на селото има ресторант, аптека, фризьорски салон и магазин за сувенири и канцеларски материали. Там се намира и пощата.
В селото има офис и на Easypay.
2014 година банкоматът на селото е разбит и ограбен от престъпна молдовска група, понастоящем заловена, като сред пострадалите села са също Устина и Труд, както и гр. Русе.
Края на 2019 година е направена подписка в селото за нов банкомат, като към настоящия момент няма решение на този въпрос.

## Интересни факти
- По османско време, според широко разпространено предание през 19 век, ръжевоконарци изпълнявали безропотно ангарии (задължения) само към главатарския ага Исмаил.[4] Те считали тези ангарии като неотменни задължения, доколкото разчитали на защита от страна на турския богаташ срещу произволи на негови сънародници. Вековното робство и тогавашното невежество не са притъпявали чувството за свобода у ръжевоконарци поради чисто българския състав на населението и някои други фактори като защитата на Исмаил ага и неподдържане на връзки със съседни турски села.[4] Записани спомени от Костадин Ив. Лесов разказват за баща му дядо Иван, общински прислужник и човек с весел нрав, роден около 1835 година, който умеел да усмирява нежелани гости турци. Угощавал ги с тлъсти агнета, кокошки и с маврудово вино, които вземал от съселяните си по организиран от самия него наряд спрямо имотното им положение.[4] Понякога стареите на селото го пращали да повика за защитник срещу злодействащи турци Исмаил ага от село Главатар.[4]
- По спомени на Златан Василев Палийски от средата на 19 век, записани от внука му Атанас Ив. Палийски, около 1860 година някакъв селянин от недалечното средногорско село Сухозем се възползвал от обстоятелството, че по този край върлували турци, които безотговорно грабели от раята добитък.[4] Преоблякъл се той като турски големец и откарал част от чардата телета на ръжевоконарец. Дядо Златан Палийски и негов приятел се досетили, че този другоселец българин мародерства, като се възползва от страха на селяните. Настигнали го, пребили го сурово и върнали откраднатите телета. Кметът на Ръжево Конаре по това време дядо Слави Славов ги похвалил за това.[4]
- Местната църква „Свето Успение Богородично“ е строена през 1867 година, като тогавашният кмет на селото Бони Йончев лично ходи до Цариград, за да получи разрешение за строеж.[10] Когато се е провеждал конкурс за най-красива църква в Южна България през 1912 година, ръжевоконарската църква е била на второ място.[10]
- Местното училище също е отворило врати по османско време – през 1865 година.
- Първото ТКЗС в България е учредено в Ръжево Конаре, като Георги Димитров лично приел да стане негов патрон.[38] Ръжевоконарският писател Спас Лесов споменава за любопитна история с китайска делегация, разказана по време на честването на 100-годишнината на училището през 1966 година.[38] Голяма китайска делегация от 160 души пристигнала в селото, за да разгледа ТКЗС-то. Тогавашният директор на училището, който бил начален учител, човек на властта и не като „по-високообразованите безпартийни“, цяла седмица упражнявал преди учебните занятия всички ученици да скандират лозунги и приветствия на китайски език в чест на Мао Цзъ Дун. Хората от махалата се чудели какво е това лаене. Изсъхналите цветя в училищната градина били подновени с донесени от учениците домашни саксии, които заровили в земята. Тази фалшификация била обаче лесно забелязана от водачката на делегацията, зам. министърка на просветата, която ядливо-шеговито подхвърлила: „Добре сте – като за гости!?“
- На 22 февруари 1955 година пристига тогавашният министър-председател на НРБ Вълко Червенков в селото, за да инспектира местното ТКЗС „Георги Димитров“.[38] В големия читалищен салон, по широкото стълбище и в алеите на обширния парк отвън се събрало почти цялото село. В речта си тогавашният лидер на Българската комунистическа партия споменава: „Голямо, хубаво и богато е селото ви, но някак трудно се пътува до него. По трасираното, ала нечакълирано шосе, и моята кола трябваше да измъкваме от дълбока кал с чифт волове. Очевидно, трябва да ви се помогне“. Седмица по-късно на близката гара спира цяла влакова композиция, натоварена с ломен камък, който само за дни се превозва за дренаж на новото шосе. Следват вагони с баластра и подходяща пътно-строителна техника.
- Любопитна случка се разиграва в село Ръжево Конаре на 22 ноември 1976 година с участието на тогавашния кмет на селото Петър Биволарски и неговия личен шофьор Атанас Рашков, като историята бива описана в брой 9838 на вестник Отечествен глас от 25 ноември 1976 година.[39] В понеделник на 22 ноември бригадирът на кравефермата в Чернозем Георги Лазаров получил от халето за разплоден материал в Ръжево Конаре 70 заплодени юници, които е трябвало да закара в Чернозем. Стадото минало покрай шосето както обичайно, но точно пред моста на Чернозем една от юниците ненадейно се стрелнала и хвърлила в придошлата река, след което я последвали и останалите юници. Буйната река Стряма по това време на годината изпълвала коритото си от бряг до бряг и влачила цели дървета по него, нещо, което тогавашните жители на Ръжево Конаре отдавна не помнили да се е било случвало. Безпомощен да се справи сам, бригадирът веднага търси помощ от кмета на Ръжево Конаре Петър Биволарски, който пристига на местопроизшествието заедно със своя шофьор Атанас Рашков. Виждайки ситуацията, двамата се съблекли и хвърлили в ледено студената вода, за да спасят стадото, което бива влачено километър надолу по реката, чиято дълбочина на места достигала два човешки боя. В борба, продължила час и половина, двамата успяват да изкарат на спасителния бряг цялото стадо, като нито едно от седемдесетте животни не пострадало. Всичко това се случило точно преди придошлата река да се спусне стръмно надолу – нещо, което според статията накарало изтощените животни да почувстват инстинктивно своя край и да се оставят безпомощно в ръцете на двамата спасители.
- За пръв път в България в модерния комплекс за отглеждане на крави-юници в Ръжево Конаре към тогавашното ТКЗС се осъществява раждане на теленце чрез трансплантация на зигота (зародиш) на 8 март 1981 година под грижите на Института по биология и имунология на размножаването в София.[4]

## Забележителности
Ръжевоконарската черква „Св. Успение Богородично“, осветена през 1867 година, е обявена за паметник на културата. В нея има запазени ценни икони и стенописи от Самоковската художествена школа. Първото килийно училище в селото е построено през 1865 година, а читалище „Просвета“ функционира от 1907 година.

В началото на парка в селото има Паметник на загиналите за Родината, на който са изписани имената на загиналите ръжевоконарци в Балканската война, Първата световна война и Отечествената война. Паметникът се чества на 2 юни с поднасяне на венци.
- Военният паметник в началото на парка в центъра
- Военният паметник, на заден фон сградата на кметството

## Редовни събития
Всяка година на празника Успение Богородично на 15 август в Ръжево Конаре има събор. В черквата се раздава курбан, а вечерта има надбягвания, хора, борби и други.

## Личности
Родени в Ръжево Конаре
- Иван Илиев, български революционер от ВМОРО, четник на Дончо Лазаров[41]